# Nina Maron
Nina Maron (* 20. Februar 1973 in Mödling) ist eine österreichische bildende Künstlerin.

## Leben
Nina Maron absolvierte von 1992 bis 1993 eine Ausbildung als Typographin. 1993 besuchte sie die Sommerakademie bei Professor Hollemann und begann ein Studium an der Hochschule für angewandte Kunst in Wien bei Adolf Frohner. 1998 erhielt sie als dessen Meisterschülerin ein Diplom.
Maron lebt heute als freischaffende Künstlerin in Wien.

## Einzelausstellungen (Auswahl)
- 2016 Nina Maron – stars without stripes, Dinzlschloss Villach[2]
- 2015 To have and have not, Galerie Lang, 1010 Wien; Knowing me knowing you, Kunsthaus Klüber, D-69469 Weinheim, Half Love, treiber-galerie-schauplatz, 1030 Wien
- 2014 Free as a bumblebee, Krüger Kunst und Design, Koblenz; Die Waffen der Frauen, Architekturhaus Klagenfurt (Stadtgalerie); Doctors Diary, Galerie Lang Wien; Face to face, Graz; See that girl, Raab Galerie, Berlin;
- 2013 Hello and Goodbye, JR Gallery Berlin; Working Girl, Galerie am Lieglweg
- 2012 I am I was I will be, Kunsthaus an der Alster, Hamburg; Red Shirt, Raab Galerie, Berlin; I am I was I will be, Ausstellungskirche St. Peter an der Sperr, Wr. Neustadt; Put on your red shoes and dance the blues, Stadtgalerie Ternitz; Last Chance, Galerie Unart, Villach;
- 2011 STILL alive, Galerie Lang Wien; No, thank you, Galerie im Jägermayrhof, Linz
- 2010 Double Life – It’s me, Galerie Unart, Villach; Blue Stockings, Galerie Raab, Berlin
- Girls don’t cry, Ubuntu Forum, Kunststrasse Imst
- 2009 ZimmerKücheKabinett, Galerie Lang Wien; Moremelesswe, Raab Galerie, Berlin
- 2008 Nina Maron, Nofair Gallery, Mailand; Your smile is our job, Galerie Lang Wien; One artist show, Art Karlsruhe; With a cause, Galerie Unart, Villach; Barroom, Wien
- 2007 DIE Zofen, Galerie Lang Wien; We can do it, Stockwerk, St. Pölten
- 2006 Who cares about money?, Raab Galerie, Berlin
- 2005 Girls Dont Cry, Galerie Lang Wien
- 2004 Pinups and Mice, Galerie 12, Innsbruck
- Rebellinnen, Rathausgalerie, Linz
- Rebellinnen, Rennerinstitut, Innsbruck
- Rebellinnen, Ega Frauenzentrum, Wien

## Messen
- 2011 Art Innsbruck 11; Art Karlsruhe 11; Viennafair 11
- 2010 Art Köln 10; Art Innsbruck 10; Art Karlsruhe 10; Viennafair 10
- 2009 Viennafair 09; Art Austria 09; Art Karlsruhe 09; Art Innsbruck 09
- 2008 Viennafair 08; Art Karlsruhe 08; Düsseldorf Contemporary 08; Art Innsbruck 08; Art Köln 08
- 2007 Art Karlsruhe 07, Cige Peking 07
- 2006 Viennafair 06, Art Frankfurt 06, Kunstmesse Peking 06
- 2005 Viennafair 05, Art Frankfurt 05
- 2004 Art Fair Köln 04; Art Düsseldorf 04; Berlin-art 49
- 2003 Art Innsbruck 03; Art Frankfurt 03; Kunst Wien 03; Art-Fair, Köln 03
- 2002 Art Innsbruck 02; Art Frankfurt 02; Kunst Wien 02
- 2001 Kunst Wien 01
- 2000 Art Frankfurt 00; Kunst Wien 00
- 1999 Art Frankfurt 99; Düsseldorf 99; FIAC 99 Paris
- 1998 Kunst 98 Zürich; FIAC 98 Paris; Kunst Wien 98
- 1997 Art Frankfurt 97; FIAC 97 Paris; Kunst 97 Zürich
- 1996 Kunst 96 Zürich

## Ankäufe
- 2006 Niederösterreich
- 2002 Wien
- 1999 Niederösterreich
- 1997 Wien
- 1995 Austria Tabakwerke

## Preise und Stipendien
- 2002 Anerkennungspreis der Stadt Baden
- 1998 Stipendium der Anni und Heinrich Sussmannstiftung
- 1997 Preis des Lionsclub Baden-Helental
- 1996 Leistungsstipendium
- 1996 Fred-Adlmüller-Stipendium
- 1996 Kunstförderung des Lionsclub Baden-Helental
- 1996 Preis der CW-Bank beim Wettbewerb Österreich – Ungarn